# Такт (музика)
Такт (фр. mesure) је најмањи део музичке композиције који је метрички одређен.
Почетак такта је увек наглашен. То је тешки тактов део и зове се теза. За њим следи лаки, ненаглашени део такта, зове се арза. 
Збирна вредност нота и пауза сваког такта мора увек одговарати врсти такта. Рецимо, 4/4 такт значи да у сваком такту збирно мора бити четири четвртине ноте.

## Тактица, завршница и репетиција
- Ако желимо један такт да одвојимо од другог такта, написаћемо усправну црту - тактицу[2]

- На завршетку већих делова композиције бележимо две усправне црте једнаке дебљине[2]

- Завршетак композиције или њеног дела бележи се тањом и дебљом цртом - завршницом[2]

- Ако желимо да поновимо неки такт или групу тактова, уписујемо почетну репетицију[2]

- Ако желимо да означимо крај такта или групе тактова који треба да се понове, уписујемо завршну репетицију[2]

## Врсте тактова
У музици постоје многе врсте тактова. Они се бележе разломком, без разломачке црте. Горњи број разломка - бројилац - говори колико има тактових делова, док доњи број - именилац - говори на колико је једнаких делова подељен такт. Он именује, тј. одређује јединицу бројања. На пример:
- Двочетвртински такт бележимо овако:[2] . Бројилац каже: такт је дводелан, а именилац: четвртина је јединица бројања.
- Трочетвртински такт бележимо овако:[2] . Бројилац каже: такт је троделан, а именилац: четвртина је јединица бројања.
- Четириосмнски такт бележимо овако:[2] . Бројилац каже: такт је четвороделан, а именилац: осмина је јединица бројања.
- Трополовински такт бележимо овако:[2] . Бројилац каже: такт је троделан, а именилац: половина је јединица бројања.

## Још неки начини писања врсте тактова
- У новије време се врста такта пише и овако: бројилац - бројем, а именилац - уместо броја упише се одговарајућа нотна вредност.

На пример, двочетвртински такт  се и овако бележи 
- Четиричетвртински такт , сем цифарским симболом, може да се означи и знаком[2]

## Где и када се уписују врсте тактова
Врста такта се уписује на самом почетку музичког дела, одмах иза кључа и предзнака. Могуће је да у току композиције дође до промене такта. То се чини уписивањем новог жељеног разломка.

## Какав такт може да буде
Такт може да буде:
1. Једноставан (прост) - има само 1 наглашен тактов део (теза) и 1 или 2 ненаглашена (арза). Ту спадају сви дводелни и троделни тактови.
2. Сложен - образује се комбиновањем више једноставних тактова у један, те, самим тим, има више наглашених и ненаглашених тактових делова.